# Francesca Ancarola
María Francesca Ancarola Saavedra (sinh ngày 18 tháng 3 năm 1968) là ca sĩ và người viết nhạc người Chile. Phong cách âm nhạc của Ancarola là sự pha trộn giữa nhạc folk và jazz, với các chủ đề về công lí xã hội và cô được xem là một phần của phong trào Chilean New Song.

## Sự nghiệp
Ancarola bắt đầu sự nghiệp âm nhạc của bà vào những năm 1980, thắng giải ở lễ hội được tổ chức bởi tạp chí La Bicicleta y el Café del Cerro, một ấn phẩm liên quan đến phong trào New Song Chile.
Bà tốt nghiệp Đại học Chile với tấm bằng âm nhạc và sau đó học hát tại Đại học Công giáo Chile. Năm 1997, bà giành được học bổng Fulbright để học tại Trường âm nhạc Manhattan.
Album solo đầu tay của Ancarola Que el canto tiene sentido (Tiếng Việt: Cho một bài hát có ý nghĩa) vào năm 1999. Tựa đề của album là sự cống hiến với bài hát Manifiesto của Víctor Jara, là ca sĩ-người viết nhạc của phong trào New Song và là người theo chủ nghĩa hoạt động, đã bị giết bởi Pinochet-lãnh đạo chế độ quân sự năm 1973.
Các album tiếp theo của bà, Pasaje de ida y vuelta (Quay lại tên lửa - 2000) và Jardines humanos (Vườn nhân loại - 2002), sau đó phát triển phong cách pha trộn với Latin American của bà, trước đây nhận được giải Altazor Award. Năm 2003, bà phát hành Sons of the same sun thông qua hãng thu Petroglyph Records, có trụ sở tại Taos, New Mexico. Album này bao gồm một số tiết mục của bà được hát bằng tiếng Anh.
Năm 2004, bà tung ra Contigo aprendí (Với anh em đã học được), một album sáng tác với dòng nhạc boleros.
Ancarola một lần nữa tri ân đến Jara vào năm 2006 với sự phát hàng album Lonquén, khi Ancarola cover một vài bài hát của Jara và sử dụng "ngôn ngữ hiện đại hơn". Nói về việc phát hành album "Victor đến từ một gia đình nghèo, nhưng bất chấp điều đó ông đã vượt qua và trau dồi bản thân... để trở thành một biểu tượng của âm nhạc của chúng tôi...,". Album đã kiếm được cho nhạc sĩ giải Altazor Award thứ hai của bà.
Năm 2008, Ancarola tung ra Arrullos (Bài hát ru), album gồm các bài hát thiếu nhi, đã được đề cử giải Altazor Award.
Album của Ancarola Templanza (Nhiệt độ) được phát hành vào năm 2012.
Năm 2016, bà phát hành album mang tên Espejo de los Sueños.

## Ảnh hưởng
Ancarola chịu ảnh hưởng âm nhạc của Víctor Jara, Violeta Parra, Milton Nascimento, Chabuca Granda, Silvio Rodríguez và Chico Buarque.

## Danh sách đĩa nhạc
- Que el canto tiene sentido (1999)
- Pasaje de ida y vuelta (2000)
- Jardines humanos (2002)
- Sons of the same sun (2003)
- Contigo aprendí (2004)
- Lonquén (2006)
- Arrullos (2008)
- Templanza (2012)
- Espejo de los Sueños (2016)